# Panulirus pascuensis
Panulirus pascuensis (лат.) — вид лангустов из рода Panulirus семейства Palinuridae.

## Описание
Взрослые особи вырастают до 15-25 см в длину, с карапаксом длиной в 6-10 см. Антенная пластина видна перед карапаксом и имеет два крупных шипа. Первая пара антенн раздвоена, в то время как вторая удлиненная, толстая и покрыта шипами. На концах антенн расположены тонкие, длинные жгутики. На первых четырёх парах ходильных ног отсутствуют клешни. Окрас темно-фиолетовый, переходящий в зеленоватый, с бледными поперечными полосами на задней части брюшных сегментов. Основа хвостового плавника покрыта бледными пятнами, антенны одноцветные. На ходильных ногах имеются бледные продольные полосы.
Филлосомы P. pascuensis первой стадии наблюдались осенью, беременные и яйценосные самки могут быть найдены в декабре.

## Распространение
Ареал P. pascuensis ограничен островами южного Тихого океана, к которым относятся Французская Полинезия, островные территории Чили (включая Остров Пасхи) и острова Питкерн.
Данный вид лангустов селится в неритических зонах, в морских ущелинах на глубине до 5 метров.

## Прикладное значение
Жители островов Питкерн и Рапа Нуи (Пасхи) ловят лангустов с целью потребления в пищу.